# 121328 Devlynrfennell
121328 Devlynrfennell este o planetă minoră (asteroid), cu un diametru de 4,912 km, din centura de asteroizi. A fost descoperită pe 29 septembrie 1999 la Catalina Station⁠(d) de Catalina Sky Survey. 
Obiectul prezintă o orbită caracterizată de o semiaxă mare de 3,0686689033602 UAi, o excentricitate de 0,09, o înclinație de 8,8 ° în raport cu ecliptica.